# Vittorio Moietta
Vittorio Moietta (Brusasco, 7 aprile 1913 – Nicastro, 1º aprile 1963) è stato un vescovo cattolico italiano.

## Biografia
Vittorio Moietta nacque a Brusasco in provincia di Torino il 7 aprile 1913. Entrò in seminario a 12 anni nel 1925 e fu ordinato sacerdote il 27 giugno 1937 a Casale Monferrato dal vescovo Albino Pella. Ricoprì l'incarico di viceparroco a Calliano, a Castelletto Merli e a Frassinello, quindi diventò viceparroco e poi parroco a Torcello Rolasco durante la seconda guerra mondiale. Dal 1945 al 1961 fu nominato direttore spirituale del seminario maggiore di Casale Monferrato. Il 7 ottobre 1950 fondò il Gruppo missionario Nostra Signora di Crea, per sacerdoti, a cui si aggiunse, il 7 aprile 1956, il Gruppo missionario femminile per le suore.

### Ministero episcopale
Il 18 gennaio 1961 venne eletto vescovo di Nicastro. Ricevette la consacrazione episcopale il 19 marzo successivo, nella cattedrale di Sant'Evasio a Casale Monferrato, da Giuseppe Angrisani, vescovo di Casale Monferrato, co-consacranti l'arcivescovo Evasio Colli, vescovo di Parma, e Giacomo Cannonero, vescovo di Asti. Il 25 aprile fece il suo ingresso in diocesi.

### Morte
Tra luglio e settembre del 1962 accusò i primi sintomi del tumore alla colonna vertebrale, che lo portò alla morte il 1º aprile 1963, pochi giorni prima di compiere 50 anni, all'ospedale di Nicastro. Per sua volontà le spoglie riposano nella cattedrale di Lamezia Terme.

### Processo di beatificazione
Il 1º aprile 2023, a 60 anni dalla morte, il vescovo di Lamezia Terme Serafino Parisi annuncia l'apertura dell'inchiesta diocesana sull'eroicità delle virtù.
Il 27 novembre 2023, dopo aver ottenuto il nihil obstat a procedere dal Dicastero delle cause dei santi, promulga il decreto di introduzione della causa di Vittorio Moietta, servo di Dio, e si apre nella diocesi di Lamezia Terme la causa di beatificazione con l'inchiesta diocesana che si svolge dal 17 febbraio 2024 al 21 settembre dello stesso anno.

## Genealogia episcopale e successione apostolica
La genealogia episcopale è:
- Cardinale Scipione Rebiba
- Cardinale Giulio Antonio Santori
- Cardinale Girolamo Bernerio, O.P.
- Arcivescovo Galeazzo Sanvitale
- Cardinale Ludovico Ludovisi
- Cardinale Luigi Caetani
- Cardinale Ulderico Carpegna
- Cardinale Paluzzo Paluzzi Altieri degli Albertoni
- Papa Benedetto XIII
- Papa Benedetto XIV
- Cardinale Enrique Enríquez
- Arcivescovo Manuel Quintano Bonifaz
- Cardinale Buenaventura Córdoba Espinosa de la Cerda
- Cardinale Giuseppe Maria Doria Pamphilj
- Papa Pio VIII
- Papa Pio IX
- Cardinale Alessandro Franchi
- Cardinale Giovanni Simeoni
- Cardinale Antonio Agliardi
- Vescovo Giacinto Arcangeli
- Cardinale Maurilio Fossati
- Vescovo Giuseppe Angrisani
- Vescovo Vittorio Moietta